# Épisodes de Total Security
Cet article présente le guide des épisodes de la série télévisée Total Security.

## Épisode 1:Une équipe de choc
- États-Unis : 27 septembre 1997 sur ABC

## Épisode 2:Un mariage et un enterrement
- États-Unis : 4 octobre 1997 sur ABC

## Épisode 3:Les dentistes préfèrent les blondes
- États-Unis : 11 octobre 1997 sur ABC

## Épisode 4:La Souricière
- États-Unis : 18 octobre 1997 sur ABC

## Épisode 5:Un chien pas comme les autres
- États-Unis : 25 octobre 1997 sur ABC

## Épisode 6:Qui est le papa?
- États-Unis : 8 novembre 1997 sur ABC

- Jonathan Scarfe (Ted Hardy)
- Sarah Aldrich (Maggie Hicks)
- George Wyner (Dr. Norman Rosenfeld)
- Elaine Kagan (Arleen Rosenfeld)
- Michael MacRae (Michael Miller)
- Lynne Wintersteller (Faye Liebling)
- Randy Oglesby (Warren Liebling)

## Épisode 7:Stars et escrocs
- États-Unis : Non diffusé

- LaChanze (Wanda Robitaille)
- Larry Holden (Gerry Conlon)
- Joseph D. Reitman (Dean Driscoll)
- Dewey Weber (Chris Minor)
- George Wyner (Dr. Norman Rosenfeld)
- Wendy Schenker (Rita Vanderput)
- Scott Burkholder (Sean Mitchell)

## Épisode 8:Le Faux Enlèvement
- États-Unis : Non diffusé

- Jason Biggs
- Gretchen Palmer
- Graham Beckel
- Lisa Rieffel
- Nathan Fillion
- George Wyner
- Jim Beaver
- Rick Cramer
- Rendé Rae Norman
- Alan Fudge
- Mary-Margaret Lewis
- Jesse D. Goins

## Épisode 9:Cendres éparpillées
- États-Unis : Non diffusé

- Barbara Bosson (Pamela Chapin)
- Dennis Creaghan (Walter Exley)
- Gene Steichen (Stuart Lundy)
- Richard Minchenberg (Arthur Densch)
- John Billingsley (Intruder)
- Christopher Michael (Tommy Renko)
- Russell Moore (Maitre 'D)
- Jonathan Stockwell Baker (Waiter)
- Carlos Alvarado (Battista)

## Épisode 10:Double vie
- États-Unis : Non diffusé

- Louise Latham (Zoe Gareth)
- Jim Abele (Mel Swaboda)
- Bryan Cranston (Jason Nichols)
- Lee Garlington (Karen Des Moines)
- Laura Mulrenan (Amanda Nichols)
- Wylie Small (Monica McCallister)

## Épisode 11:Le Fraudeur
- États-Unis : Non diffusé

- Larry Brandenburg (Art McClaren)
- Alexandra Bokyun Chun (Kimiko Shuhara)
- Patricia Healy (Charlotte)
- Stanley Kamel (Dr. Harold Bloodworth)
- Benjamin Lum (Hideo Kumatsu)
- Iqbal Theba (Sangarapillai)
- Garret T. Sato (Yakuza #1)
- Clay Savage (Officer #1)
- Clyde Kusatsu (Seiji Ingawa)
- Victor Bevine (Officer #2)

## Épisode 12:Les Joies du mariage
- États-Unis : Non diffusé

## Épisode 13:Produit miracle
- États-Unis : Non diffusé

- Steven Gilborn (Dr. Darryl Mosier)
- K Callan (Jeanette Hardesty)
- Michael MacRae (Michael Miller)
- Randy Oglesby (Warren Liebling)
- Mike Rad (Unknown)
- Alana Austin (Karen Diebolt)
- Azura Skye (Melanie Jenkins)